# Liaodonghalvøen
Liaodonghalvøen (traditionel kinesisk: 遼東; forenklet kinesisk: 辽东; pinyin: Liáodōng) er en bjergrig halvø i provinsen Liaoning i det nordøstlige Kina, og var tidligere  den historiske provins Liaodong. Den er 175 kilometer bred og 265 kilometer lang. Halvøen går ud i det  Gule Hav mellem Liaodongbugten i vest (der er den nodlige ende af Bohaihavet) og Koreabugten i øst. Liaodongs yderste spids, på en distinkt halvø som kaldes Pulandianhalvøen, er af militærstrategisk stor betydning. Mellem 1898 og 1955 havde først Rusland/Sovjetunionen, så Japan, kontrol over området. I dag ligger den store havne- og industriby Dalian med to millioner indbyggere der.
40°00′N 122°30′Ø / 40.000°N 122.500°Ø